# Stora Mellösa
Stora Mellösa is een plaats in de gemeente Örebro in het landschap Närke en de provincie Örebro län in Zweden. De plaats heeft 780 inwoners (2005) en een oppervlakte van 73 hectare.

## Verkeer en vervoer
Bij de plaats loopt de Länsväg 207.